# Bettange-sur-Mess
Pour les articles homonymes, voir Bettange.
Bettange-sur-Mess (en luxembourgeois : Betteng op der Mess  et en allemand : Bettingen-Mess) est une section de la commune luxembourgeoise de Dippach située dans le canton de Capellen.